# Luca Boschi
Luca Boschi (Pistoia, 18 gennaio 1956 – Pistoia, 3 maggio 2022) è stato un fumettista, giornalista e blogger italiano.

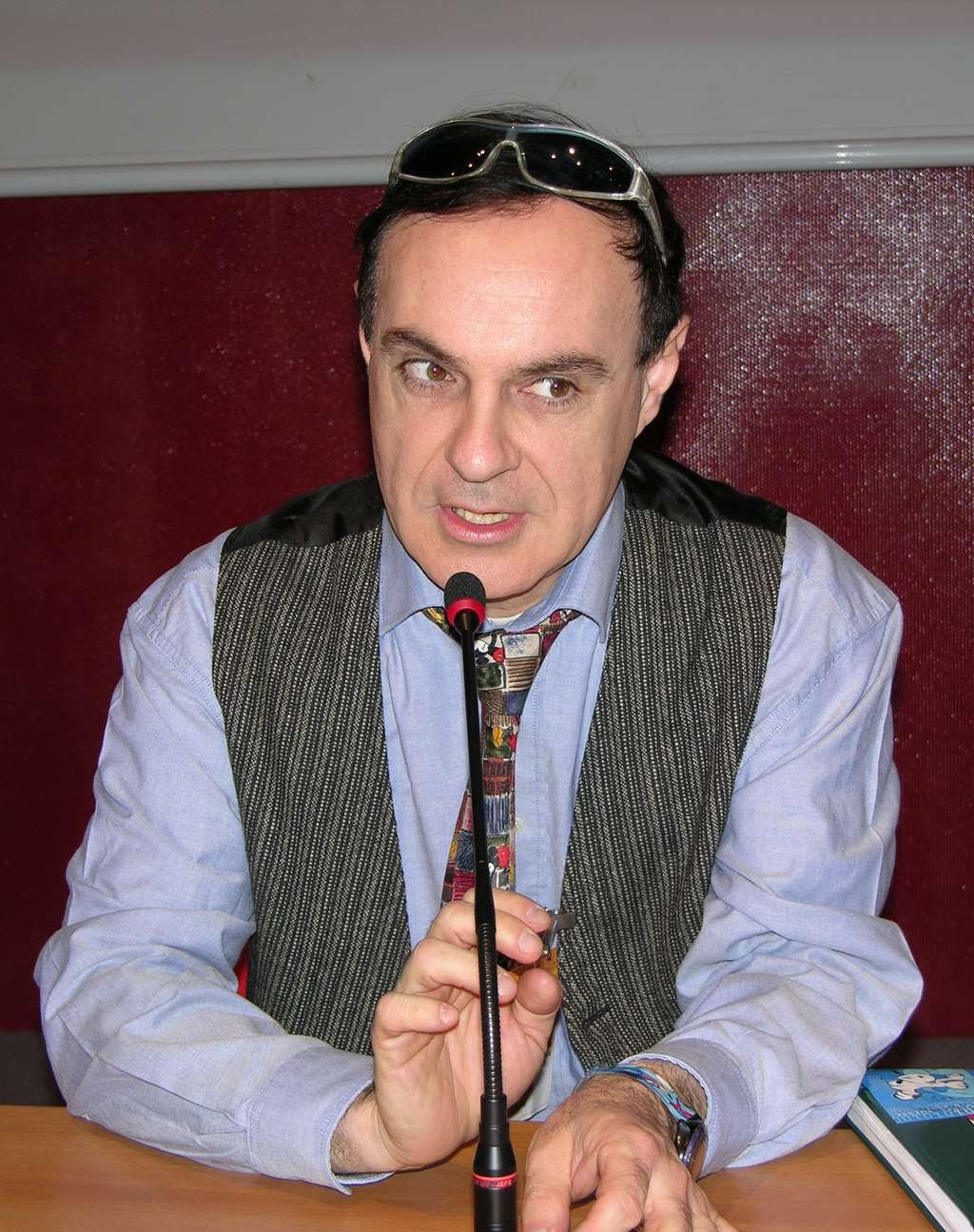
Luca Boschi in uno scatto di Gianfranco Goria.

Considerato uno dei massimi esperti di fumetto a livello internazionale, a partire dal 1979 e fino alla morte si è occupato in qualità di giornalista e saggista di fumetti, disegni animati, illustrazione e altri media. Le sue produzioni come autore di fumetti e i suoi articoli sono stati tradotti in vari Paesi fra cui Brasile, Danimarca, Finlandia, Francia, Germania, Grecia, Norvegia, Polonia, Stati Uniti e Svezia. Con Alberto Becattini, Leonardo Gori e Andrea Sani ha fatto parte del cosiddetto «Quartetto Toscano» (inizialmente un terzetto), un gruppo di esperti di origine toscana che dal finire degli anni Ottanta ha contribuito in maniera sostanziale alla divulgazione del fumetto in Italia, in particolare di quello Disney.

## Biografia
Appassionato di fumetti sin dall'infanzia, nel 1966 spedisce un suo disegno alla redazione di Topolino, pubblicato tre mesi dopo, nel numero che annunciava la morte di Walt Disney. A 13 anni impara a scrivere a macchina, inviando a numerosi editori sue prove grafiche. Durante gli anni del Liceo, a circa 17 anni, viene pubblicata una sua opera sul libro La Comune di Dario Fo. Nel 1979 diviene insegnante alla Scuola internazionale di comics a Firenze, incarico che manterrà fino al 2017. L'anno successivo, la rivista Il Mago, diretta da Beppi Zancan, pubblica alcune sue storie a fumetti originali. Nello stesso periodo, inizia a dedicarsi anche alla curatela di libri e riviste dedicate al fumetto. Il suo primo lavoro in questo senso è la collaborazione con L'Urlo, rivista di critica fumettistica su cui è uno dei primi a chiedere di accreditare gli autori di fumetti, all'epoca in gran parte sconosciuti. Sempre nello stesso periodo si dedica al disegno animato pubblicitario e non.
Dopo aver realizzato per l'editore Savelli anche alcuni libri illustrati di barzellette, nel 1992 diviene direttore di Starcomìx (sulla quale fa esordire Leo Ortolani), rivestendo sia il ruolo di curatore che quello di autore. Nello stesso periodo inizia la collaborazione con testate come Lupo Alberto e Totem, creando i personaggi di Lupo Nolberto, Remorenzo Rizzuto e Il Gozo.
A partire dal 1990 inizia a collaborare Métal Hurlant, L'Eternauta, Duel, Mickey Parade, Replay, Lupo Alberto, Horror, Starcomìx, Paralleli e Topolino. Nel 1994 Comic Art gli affida la cura di una serie di 10 albi, intitolati Braccio di Ferro, pubblicati in edicola da novembre 1994 ad agosto 1995, che riproducono quasi tutte le strisce originali di Elzie Crisler Segar su Braccio di Ferro del periodo che va dal 1929 al 1936. In quegli anni si afferma inoltre come uno dei massimi esperti di fumetto italiani.
Nel 1996 diviene Direttore Culturale di Lucca Comics, festival nel quale, sotto la sua guida, viene lanciata la sezione Alter Vox, dedicata alle proposte nuove e alternative nell'ambito del Fumetto e dell'Illustrazione. Nel 1998 apre i battenti lo Spazio Performance, dedicato alla pittura dal vivo da parte degli artisti ospiti. In questa circostanza ha luogo anche la prima mostra dedicata a Gipi. Nell'edizione primaverile del 1999 viene lanciato inoltre il primo Cosplay Contest all'interno di una manifestazione italiana di fumetti. A partire dal 1997 inizia a collaborare come editorialista per riviste prodotte da Walt Disney Company Italia, scrivendo i volumi della collana filologiche Walt Disney Presenta e curando le testate Zio Paperone e I Maestri Disney insieme ai colleghi Lidia Cannatella e Alberto Becattini. Per Disney Italia, inoltre, è stato anche sceneggiatore di alcune storie pubblicate su Topolino a partire dal 1993, valse a recuperare personaggi poco utilizzati come Sgrizzo Papero o Gancio il dritto, cui dedica una storia in occasione dei 50 anni dalla sua prima apparizione, intitolata Tanti Auguri Gancio! e pubblicata su Topolino 2297. Nel 1998 diviene collaboratore di Panini, supervisionando fino al 2003 Simpsons Comics e le pubblicazioni di Matt Groening. Nel settembre 2001 viene eletto Vice Presidente di Anonima Fumetti/Centro Nazionale del Fumetto, subentrando ad Alberto Arato e a Vittorio Pavesio.

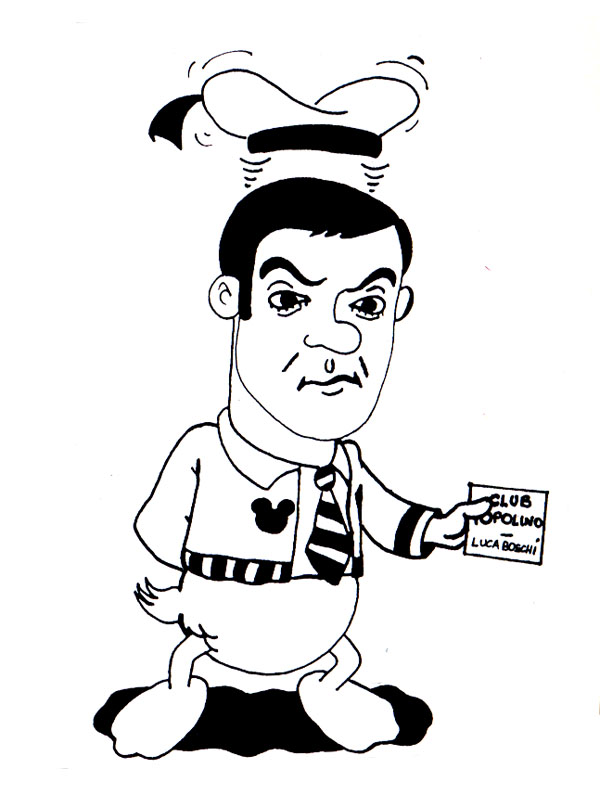
Luca Boschi in una caricatura di Giuseppe Pollicelli (1993).

A partire dal 2004 fino alla morte ha curato I Grandi Classici Disney, i quali, sotto la sua curatela, da semplice collana contenitrice di storie si trasformano in una vera e propria testata filologica disneyana.  Nello stesso anno scrive, assieme a Davide Frati, la sceneggiatura del film I Cavallegri, basato sulla serie di sorpresine di Kinder Sorpresa uscite in concomitanza nello stesso anno. Per DeAgostini ha collaborato a Disney Parade, Disney Collection; ha curato, tra le altre cose, i testi e la selezione delle immagini del quindicinale Disney Story; ha contribuito alla collezione di DVD Supergulp!, pubblicata nel 2009 in allegato al quotidiano La Gazzetta dello Sport. Nel 2008, con la diffusione della collane collaterali, cura con Lidia Cannatella e Alberto Becattini i 48 volumi de La grande dinastia dei paperi, che ristampano per la prima volta al mondo l'opera omnia di Carl Barks.
Nel 2010, insieme all'ormai storico collega Alberto Becattini, cura una nuova omnia, anch'essa mai pubblicata prima, stavolta dedicata a Floyd Gottfedson, e intitolata Gli anni d'oro di Topolino.

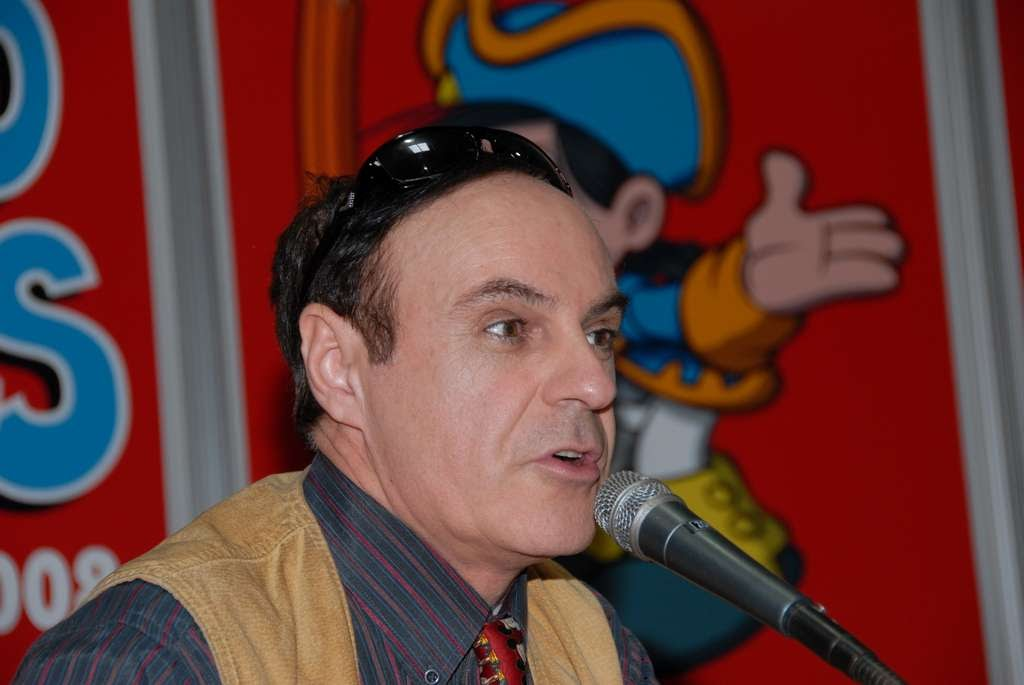
Luca Boschi in uno scatto di Gianfranco Goria.

Nel 2014 cura la nuova collana disneyana UACK!, la prima edita da Panini Comics, ancora una volta con Lidia Cannatella e Alberto Becattini, che presenta storie a fumetti di Carl Barks. Negli anni successivi collabora attivamente a testate come I Migliori Anni Disney, Tesori International, Tesori Made in Italy e cura per conto del Corriere della Sera e della Gazzetta dello Sport la collana di 51 volumi Le Grandi Storie Disney - L'Opera Omnia di Romano Scarpa.
Nel 2015 ha collaborato alla collana in 31 volumi settimanali "Topolino Story" (1979 - 2010), ancora per il Corriere della Sera e la Gazzetta dello Sport, e ha curato i testi di Nonna Abelarda, delle Edizioni RW - Lineachiara.
Nel 2017 e nel 2018 ha curato editorialmente due collane di libri settimanali: Popeye (60 uscite per conto del quotidiano La Gazzetta dello Sport, dedicate all'integrale del Braccio di Ferro di Elzie Crisler Segar e di altri autori come Doc Winner, Tom Sims, Bela Zaboly e Bud Sagendorf) e Cocco Bill e il meglio di Jacovitti (l'opera omnia in 71 volumi dedicati di Benito Jacovitti pubblicati da Hachette). Quest'ultima collana si dimostra particolarmente apprezzata e nel maggio 2018 vince il Premio Anafi (referendum fra i lettori) come "Miglior iniziativa editoriale del 2017".
A partire dall'ottobre 2020 e fino al marzo 2022 ha curato per Editoriale Cosmo il mensile Braccio di Ferro, che ripropone storie di Popeye realizzate da fumettisti italiani negli anni Sessanta per la casa editrice Bianconi. Nel 2021 si occupa, insieme al colorista Luca Merli e al disegnatore Fabio Celoni, del restauro delle tavole della storia a fumetti L'Inferno di Topolino, poi pubblicata da Panini Comics nel settembre dello stesso anno. Dall'aprile 2021 fino alla morte si è occupato inoltre di curare la testata Disney per collezionisti Almanacco Topolino.
Autore e conduttore radiotelevisivo, ha collaborato alle principali manifestazioni internazionali come il Salone Internazionale dei Comics di Lucca, Expocartoon (Roma), Dylan Dog Horror Fest (Milano), Fiera del libro per ragazzi di Bologna, Cartoomics (Milano), La Fiera internazionale del libro di Francoforte (Frankfurter Buchmesse), Festival international de la bande dessinée d'Angoulême. Tra le altre manifestazioni non di settore cui ha partecipato si citano Popsophia (Tolentino) 2013 e 2015 e Festival della Politica (Mestre) 2016. 
È stato Direttore Culturale di Lucca Comics dal 1996 al 1999, e dal 2001 al 2016 ha ricoperto questo ruolo al Salone Internazionale Napoli Comicon.

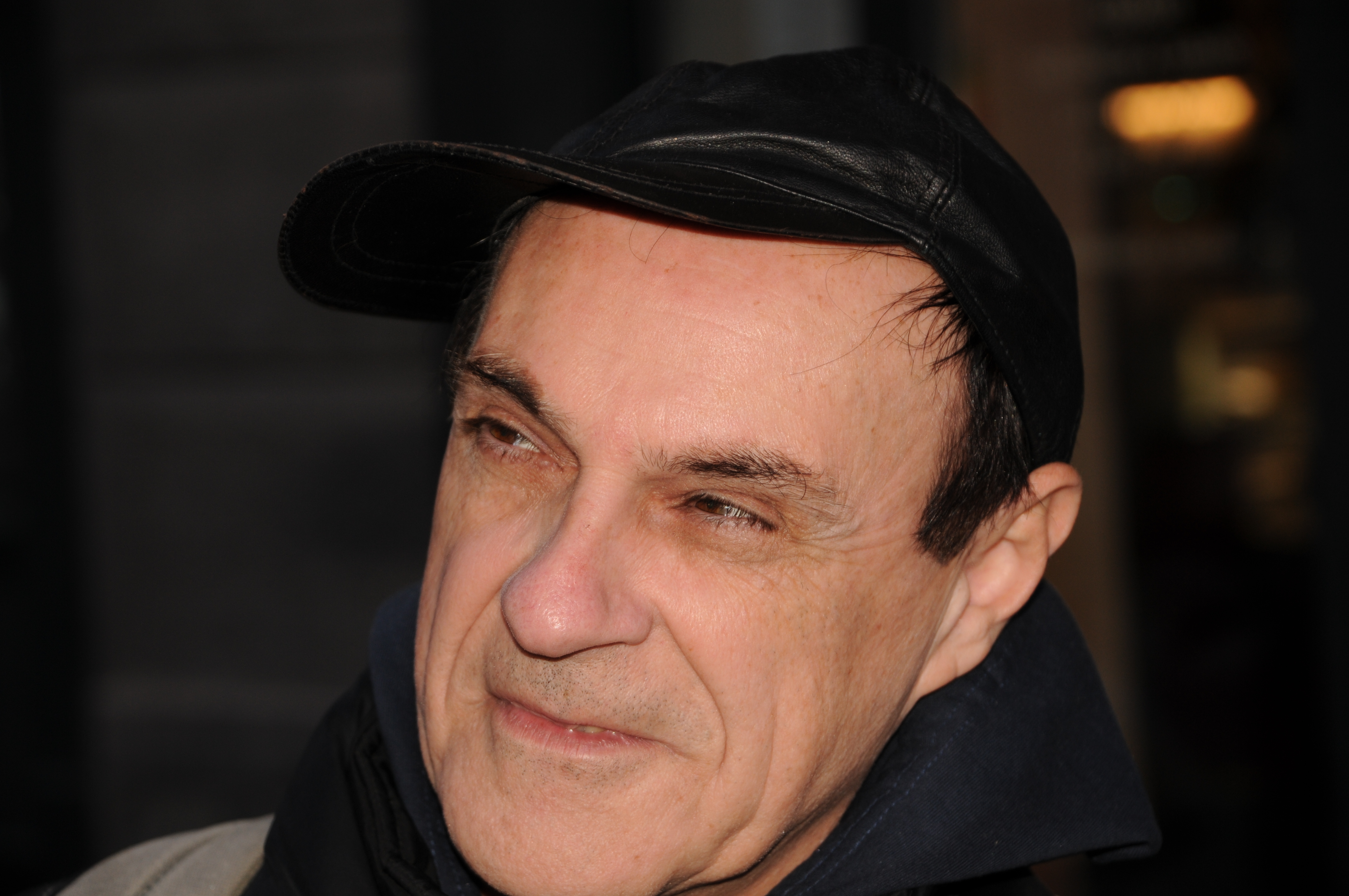
Luca Boschi ad Aosta in uno scatto di Gianfranco Goria.

Nel 2011 ha collaborato come aiuto regista al film documentario sulla Resistenza e la Linea gotica Sui sentieri di libertà, diretto da Lucia Vannucchi, prodotto da Prisma Vision. Per il teatro, con il collega e filosofo Giulio Giorello e Stefano De Luca è autore dello spettacolo Darwin... tra le nuvole, messo in scena nel febbraio 2009 dal Piccolo Teatro di Milano. Ancora con Giulio Giorello e con Giuseppe Zerbi, per la regia di Emiliano Bronzino, partecipa nel 2013 allo spettacolo Luce e materia: una collaborazione essenziale, a cura del Piccolo Teatro e del Politecnico di Milano.
Affetto da anni da un'aggressiva forma di tumore, muore il 3 maggio 2022 a Pistoia, la sua città. Il 4 giugno seguente, nell'ambito di una manifestazione organizzata a Porcari, viene consegnato a Marco Silvestri, cugino di Boschi, il premio della prima edizione di Cartacea, assegnato a personaggi della cultura, del giornalismo e dell’arte che si sono distinti per avere nobilitato, durante la propria carriera lavorativa e artistica, la carta e quanto a essa si collega. In particolare, Boschi viene premiato «per aver attraversato il mondo della cellulosa in tutte le sue sfaccettature in un percorso lungo quarant’anni, in cui ha interagito con carta e cartoncino Bristol nelle maniere più disparate, diventando un punto di riferimento imprescindibile per tutto il fumetto italiano».

## Opere
- Romano Scarpa, un cartoonist italiano tra animazione e fumetti (con Leonardo Gori e Andrea Sani), Alessandro Distribuzioni, Bologna 1988.
- Destinazione utopia. Corto Maltese / Ken Parker / Mister No (con Luigi Bernardi e Graziano Frediani), Elèuthera, Milano 1988.
- I Disney italiani (con Leonardo Gori e Andrea Sani), Granata Press, Bologna 1990.
- Only for Fans. Silver, ACME, Roma 1990.
- Jacovitti (con Leonardo Gori e Andrea Sani), Granata Press, Bologna 1992.
- Walt Disney presenta Topolino, Walt Disney Company Italia, Milano 1992.
- Walt Disney presenta Qui Quo Qua, Walt Disney Company Italia, Milano 1992.
- Walt Disney presenta Pippo, Walt Disney Company Italia, Milano 1993.
- Walt Disney presenta Paperino, Walt Disney Company Italia, Milano 1993.
- Ridere di Paura. Orrore e umorismo nel fumetto, nel cinema e nella cultura popolare (con Marco Piccardi e Stefano Marzorati), Sergio Bonelli Editore in collaborazione con l'Assessorato alla Cultura della Provincia di Milano, Milano 1993 (catalogo della mostra omonima).
- Walt Disney presenta Paperina e le altre, Walt Disney Company Italia, Milano 1994.
- Frigo, valvole e balloons. Viaggio in vent'anni di fumetto italiano d'autore, Costa & Nolan, Milano 1997.
- Jacovitti. Sessant'anni di surrealismo a fumetti (con Franco Bellacci, Leonardo Gori e Andrea Sani), Edizioni NPE, Battipaglia (SA) 2011 (nuova edizione accresciuta di Jacovitti del 1992).
- I Disney italiani (con Alberto Becattini, Leonardo Gori e Andrea Sani), Edizioni NPE, Battipaglia (SA) 2012 (nuova edizione accresciuta, in due volumi, de I Disney italiani del 1990).
- Italia ride! L'avventurosa epopea del fumetto comico italiano del Dopoguerra, ANAFI, Reggio Emilia 2020.

## Riconoscimenti
- Nel 1991 ha vinto il Premio Comics World come miglior critico specializzato italiano;
- nel 1994 il Premio Fumo di China per la migliore rivista italiana (DC Comics Presenta).
- Nel 1996 quello per il miglior sceneggiatore umoristico;
- Per il saggio Frigo, Valvole e Balloons nel 1997 ha vinto la prima edizione del Premio Franco Fossati per il miglior saggio dell'anno.[2]
- Il suo libro Irripetibili (2007), pubblicato da Coniglio Editore, ha vinto il Premio ANAFI 2008 come miglior saggio del settore dell'anno.
- Nel 2008 Irripetibili ha vinto il Premio ANAFI 2008 come miglior saggio;[2]
- Nel 2009 ha vinto il Premio Luciano Bottaro per il suo blog Cartoonist Globale pubblicato nell'ambito del progetto Nòva de Il Sole 24 Ore e nel 2017;
- per la stessa ragione, gli è stato assegnato il Premio ANAFI (Associazione Nazionale Amici del Fumetto) in occasione del Festival del Fumetto di Reggio Emilia.
- Nel 2013 ha vinto nuovamente il Premio Franco Fossati col volume I Disney Italiani, pubblicato dalla NPE e scritto con Alberto Becattini, Leonardo Gori e Andrea Sani.
- Nel 2017, in occasione dell’anno di Pistoia Capitale italiana della cultura, l’associazione degli imprenditori Confartigianato ha premiato Luca Boschi per la sua attività, insieme allo scultore Mauro Vaccai e al fonditore d'arte Enrico Salvadori.
- Nel 2021 viene nominato Commissario di valutazione nell'ambito dell’iniziativa “Promozione Fumetto” indetta dal Ministero della cultura del Governo Draghi.